# タイアード・オブ・ビーイング・アローン
「タイアード・オブ・ビーイング・アローン」（Tired of Being Alone）は、アル・グリーンが1971年に発表した楽曲。ビルボードのHot 100で11位、R&Bチャートでも7位を記録し、グリーンにとって初の大ヒット作品となった。

## 概要
本作品は1968年末にアル・グリーン自身によって書かれた。グリーンによれば、デトロイトでコンサートを終えたあと、ミシガン州の田舎のモーテルで夜明け前に目が覚めたときに曲が舞い降りたのだという。30分で書き上げるも、プロデューサーのウィリー・ミッチェルはグリーンが自作曲を歌うことにあまり関心を示さなかったと言われている。
1969年4月発売のアルバム『Green Is Blues』に収録される予定であったが、レコーディングの技術的な要因により収録は見合わされた。1971年6月にシングルA面曲として発表。プロデューサーを務めたミッチェルは、テリー・マニングとともに楽曲のミックスも行った。8月14日発売のアルバム『Al Green Gets Next to You』に収められた。
同年11月6日付のビルボード・Hot 100で11位を記録した。また、ビルボードのソウルチャートで7位を記録し、ゴールドディスクに輝いた。1971年の年間チャートでは12位を記録した。
1973年、グリーンはテレビ番組『シカゴ・イン・ザ・ロッキーズ』の中でシカゴの演奏をバックに本作品を歌った。このバージョンは『シカゴ6』の2002年リマスター盤にボーナス・トラックとして収録されている。
「ローリング・ストーンの選ぶオールタイム・グレイテスト・ソング500」の2004年版では293位にランクされ、2010年版では299位にランクされている。
スコットランドのバンド、テキサスが1992年にカバーしたバージョンは全英チャートで4位を記録している。